# North Snyderville Basin
North Snyderville Basin es un lugar designado por el censo ubicado en el condado de Summit en el estado estadounidense de Utah. En el año 2000 tenía una población de 1.821 habitantes. 

## Geografía
North Snyderville Basin se encuentra ubicado en las coordenadas 40°45′44″N 111°30′20″O / 40.76222, -111.50556. Según la Oficina del Censo, la localidad tiene un área total de 42,6 km² (16,4 mi²), de la cual toda es tierra.

## Demografía
Según la Oficina del Censo en 2000, había 1.821 personas residentes en el lugar, 94,2% de los cuales eran personas de raza blanca. El resto principalmente de raza hispana y asiática.
Los ingresos medios por hogar en la localidad eran de $62,891, y los ingresos medios por familia eran $83,255. Los hombres tenían unos ingresos medios de $42,008 frente a los $40,833 para las mujeres. La renta per cápita para la localidad era de $34,794. Alrededor del 3.6% de la población estaban por debajo del umbral de pobreza, ninguno de los cuales eran ciudadanos mayores de 64 años.